# Gyldendal

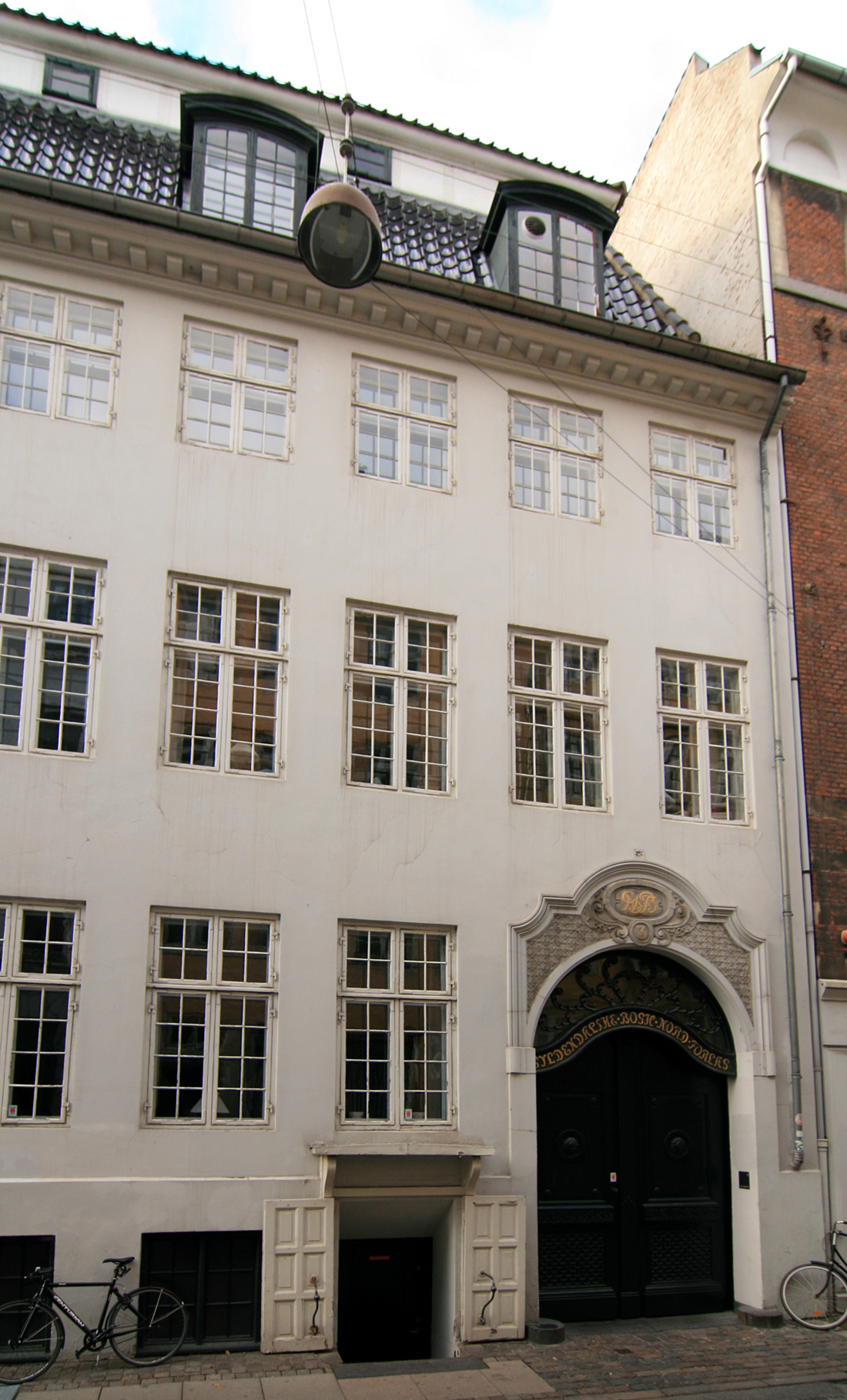
Klareboderne 3, Kopenhaga, siedziba główna od 1787 roku

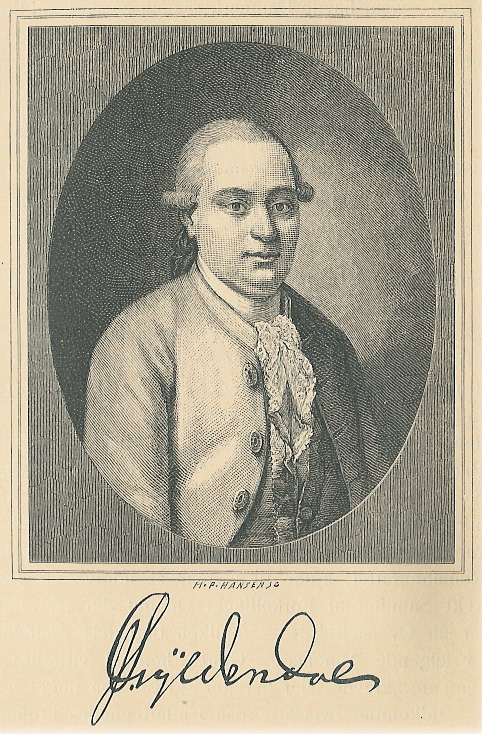
Założyciel Søren Gyldendal (1742-1802)

Gyldendal (pełna nazwa Gyldendalske Boghandel, Forlag Nordisk A/S)  – duńskie przedsiębiorstwo, działające w branży medialnej, z siedzibą w Kopenhadze. Gyldendal powstał jako księgarnia założona przez Sørena Gyldendala w 1770 roku. Jest największym i najstarszym wydawnictwem w Danii. Przychody netto wyniósły w 2018 roku 853,5 miliona koron duńskich.
Gyldendalkoncernen ma udziały w wielu innych firmach, w tym wytwórni Records Exlibris. Jest też wydawcą Den Store Danske Encyklopædi, największej duńskiej encyklopedii.
Wydawnictwo Gyldendal zostało założone przez Sørena Gyldendala w 1770 roku, co czyni je najstarszym istniejącym wydawcą książek w Danii. Ojciec założyciela, dyrektor szkoły, Jens Mortensen, nie nadał swojemu najstarszemu synowi, urodzonemu w 1742 roku, nazwiska Jensen, co było popularne w tamtych czasach, ale nadał mu nazwisko Gyldendal („złota dolina”), na cześć doliny w Giver w gminie Løgstør w Jutlandii, gdzie znajdowała się szkoła jego ojca. Søren Gyldendal kupił posiadłość przy ulicy Klareboderne 3 w Kopenhadze w 1787 roku, która nadal jest siedzibą wydawnictwa. Logo marki Gyldendal pochodzi z charakterystycznego pierścienia założyciela Sørena Gyldendala. Przedstawia żurawia stojącego z kamieniem w jednym, podniesionym pazurem, Żuraw jest starym europejskim symbolem troski i czujności. Jeśli ptak zacznie zasypiać, kamień spadnie i go obudzi.
W 1925 r. założono norweskie wydawnictwo Gyldendal Norsk Forlag („Gyldendal Norwegian Publishing House”), które nabyło prawa do norweskich autorów od Gyldendal.
Wydawnictwo Gyldendal od prawie 250 lat wydaje publikacje, które mają na celu wzbogacenie duńskich czytelników o wiedzę, sztukę, kulturę i rozrywkę. W samym wydawnictwie Gyldendal publikuje się rocznie ponad 400 nowych tytułów dla różnych grup odbiorców: dla dzieci, młodzieży i dorosłych. Na stronie internetowej wydawnictwa znajduje się leksykon online, który zawiera ponad 161 000 haseł, z których każde zostało zredagowane i zweryfikowane przez wiodących duńskich ekspertów tematycznych z danej dziedziny. W latach 2011–14 został rozszerzony o dziesięć leksykonów specjalistycznych, między innymi: Duński Leksykon Biograficzny, Starożytna Dania i Natura w Danii.
Gyldendal jest także założycielem klubów książkowych do których należy około 150 000 miłośników książek, należą do nich: Gyldendal's Book Club, Gyldendal's Children's Book Club i Collector's Book Club. Kluby książkowe Gyldendal organizują spotkania ze znanymi i nowymi autorami, na których prowadzone są dyskusje oraz podpisywane książki. Można zostać również członkiem internetowego klubu książki Gyldendal + i korzystać ze zniżek na książki oraz dostawać co miesiąc nową książkę według spersonalizowanych pod każdego czytelnika kryteriów.
Następujące spółki zależne należą do Gyldendal:
- Forlaget Cicero A/S - została założona w 1990 roku i publikuje książki z zakresu historii i historii kultury.
- Forlaget Systime A/S - opracowuje materiały dydaktyczne dla duńskiego sektora edukacji, szczególnie w dziedzinie cyfrowej.
- g.dk A/S - duża duńska księgarnia internetowa.
- Gyldendal Akademisk A/S - publikuje materiały do nauki i nauczania na temat kształcenia i szkolenia zawodowego.
- Nordisk Bog Center A/S  zajmuje się wyłącznie dystrybucją i serwisem. Głównymi klientami są księgarnie i inni sprzedawcy książek.
- Rocinante & Co. A/S - wydawnictwo, które jest szczególnie znane z kryminałów oraz książek dla dzieci i młodzieży.